# Mikluševci
Mikluševci es una localidad de Croacia en el ejido del municipio de Tompojevci, condado de Vukovar-Sirmia.

## Geografía
Se encuentra a una altitud de 108 m s. n. m. a 295 km de la capital nacional, Zagreb.

## Demografía
En el censo 2011 el total de población de la localidad fue de 378 habitantes.
| Gráfica de población de Mikluševci 1857-2011                        |
|                                                                     |
| Según los censos de población de la oficina estadística de Croacia. |